# Pseudorhysipolis mellifacies
Pseudorhysipolis mellifacies är en stekelart som beskrevs av Van Achterberg 2002. Pseudorhysipolis mellifacies ingår i släktet Pseudorhysipolis och familjen bracksteklar. Inga underarter finns listade i Catalogue of Life.